# Juan Segura de Lago

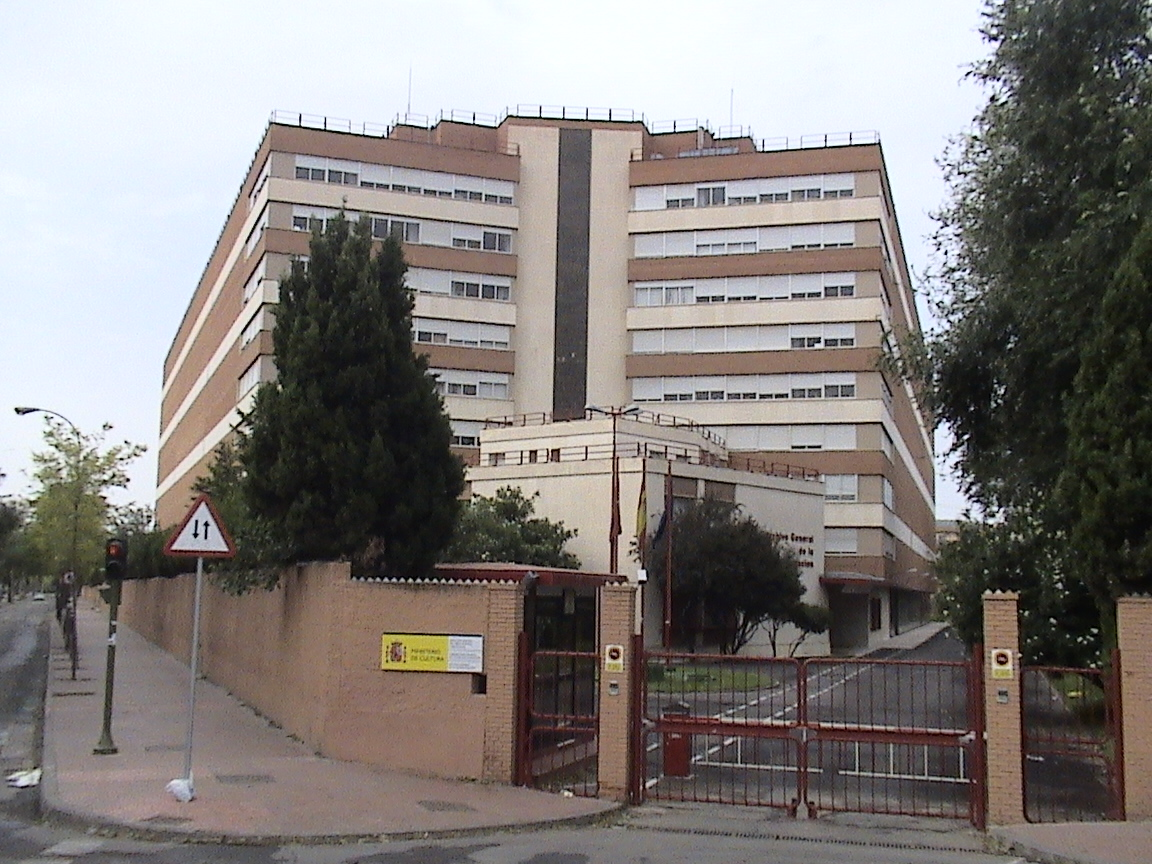
Archivo General de la Administración, construido en Alcalá de Henares entre 1969 y 1973.

Juan Pedro Segura de Lago (Algemesí, Valencia; 7 de noviembre de 1911-Valencia, 27 de noviembre de 1972) fue un arquitecto español.

## Biografía
Estudió arquitectura en Madrid, obteniendo el título en 1940. Posteriormente obtuvo el grado de doctor (1966).
Como arquitecto dejó numerosas obras en su pueblo natal. También dirigió obras de restauración de la Catedral de Valencia (1967), el Monasterio de Santa María del Puig (1943), el Colegio del Patriarca (1968), y la construcción ex novo de la Esglesia de la Santísima Trinidad y San José de la Pobla de Vallbona (1947-1957).
Sus obras públicas más importantes son el proyecto del Archivo General del Reino de Valencia, inaugurado por Francisco Franco en 1965, y el Archivo Central de la Administración del Estado, en Alcalá de Henares (1969).
Fue autor de diversos estudios de carácter histórico sobre el pueblo de Algemesí, del que fue cronista oficial entre 1949 y 1955.
Fue presidente de Lo Rat Penat entre 1961 y 1972.